# Santander (entreprise)
Pour les articles homonymes, voir Santander.
Santander est la première banque espagnole et l'une des principales d'Europe. Son siège social est basé dans la ville qui lui a donné son nom, Santander (Cantabrie), tandis que son siège opérationnel est installé à Boadilla del Monte (communauté de Madrid).
Cotée à Madrid, Londres, Milan et New York, elle était dirigée de 1986 à 2014 par Emilio Botín, compte 182 958 salariés, 90,1 millions de clients et 13 390 à travers le monde. Banco Santander est concentré principalement sur neuf marchés :  Espagne, Portugal, Allemagne, Royaume-Uni, Brésil, Mexique, Chili, Argentine et États-Unis d'Amérique. Elle est à son apogée en 2010 la sixième entreprise mondiale selon le Forbes Global 2000. 

## Histoire

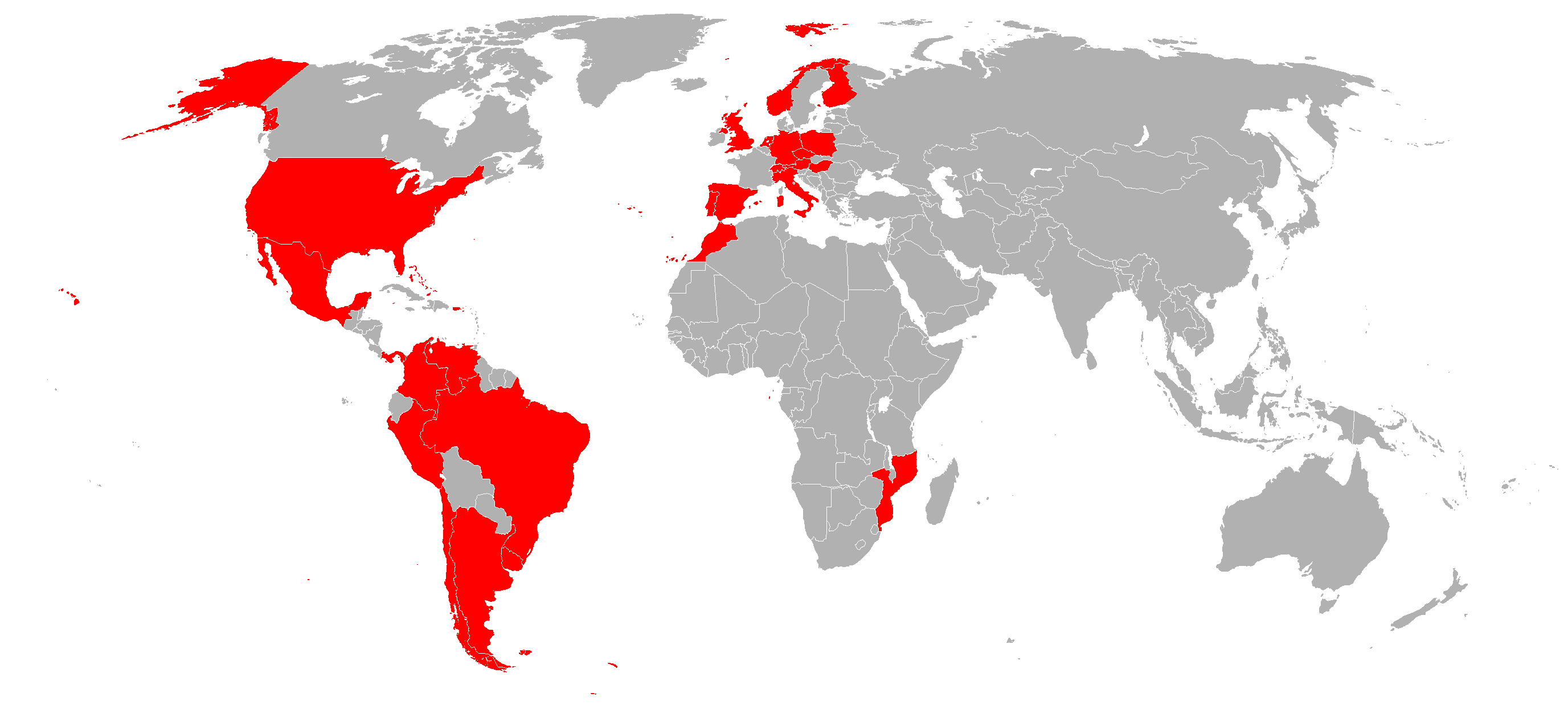
Pays dans lesquels le groupe Santander est implanté.

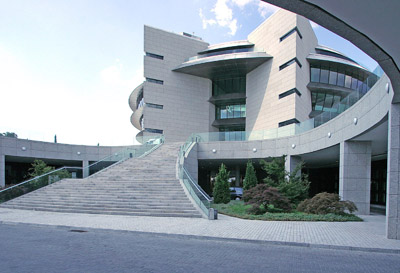
Cité financière du groupe Santander à Boadilla del Monte, siège opérationnel de la banque.

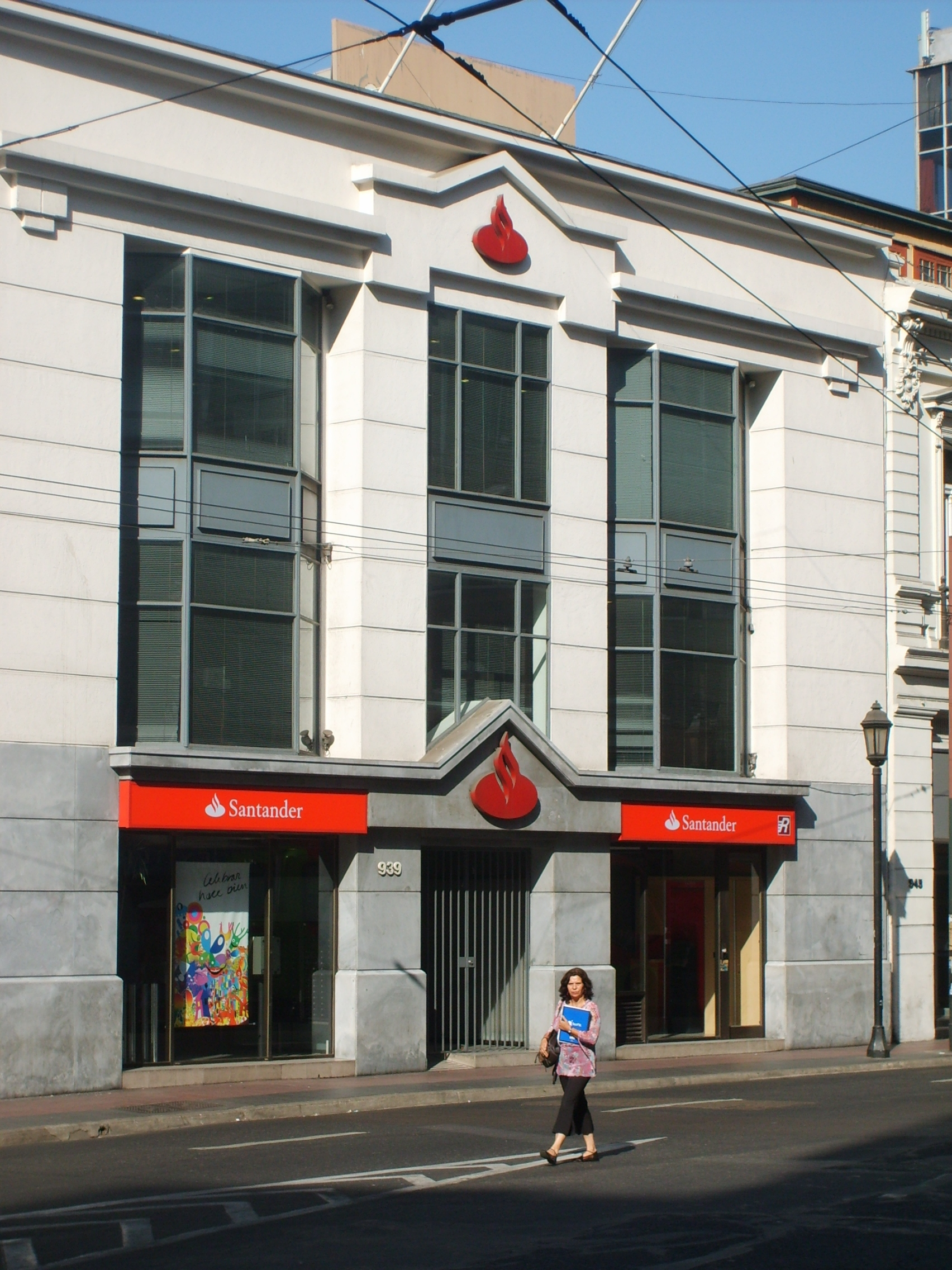
Succursale de la banque à Valparaíso (Chili).

Banco Santander a été créée en 1857 par un décret de la reine Isabelle II pour faciliter les échanges entre le port de Santander et l'Amérique du Sud. 

### Consolidation en Espagne durant les années 1990
Banco Santander a été un pivot de la concentration du marché espagnol dans les années 1990. En 1994, Banco Santander reprend la Banesto.  
En 1991, les banques espagnoles Banco Central et Banco Hispanoamericano ont fusionné et créé la Banco Central Hispano. Cette banque est rachetée par Banco Santander en 1999 pour créer la Banco Santander Central Hispano. BSCH est d'emblée la première banque espagnole. Elle rachète Patagon (fondé par Wences Casares), le premier portail financier d'Amérique Latine pour en faire "Santander Online".  

### Histoire récente
Mais Banco Santander a également fait preuve d'un fort dynamisme dans son expansion internationale. En juillet 2004, Santander reprend la banque britannique Abbey.  
En juin 2006, Santander acquiert une participation de 20 % dans la banque américaine Sovereign pour 2,4 milliards de dollars. En parallèle, Sovereign acquiert Community Bank Corp. of Brooklyn pour 3,6 milliards de dollars,.
Banco Santander ne reprendra sa dénomination originelle qu'en  août 2007. 
En octobre 2008, Santander acquiert les participations qu'il ne détient pas dans Sovereign, soit 76 % pour 1,9 milliard de dollars, Sovereign ayant subi des difficultés financières importantes depuis 2006 et la crise financière, justifiant une baisse de valorisation de ses actions,.
En 2007, Banco Santander reprend, avec ses concurrentes britannique Royal Bank of Scotland et belge Fortis, la banque néerlandaise ABN Amro dans une gigantesque opération de 72 milliards d'euros. Banco Santander acquiert alors la filiale brésilienne Banco Real du néerlandais, ainsi que Banca Antonveneta en Italie qu'il revend le mois suivant à Monte dei Paschi di Siena pour l'équivalent de 13,2 milliards de dollars,. 
Lors de la crise économique de 2008, Banco Santander se renforce en Grande Bretagne avec Alliance & Leicester en août 2008, Bradford & Bingley pour 612 millions de livres en septembre 2008. Santander ne reprend cependant qu'une partie des activités de Bradford & Bingley, notamment 197 agences et la moitié des employés, le gouvernement britannique prenant à sa charge les activités les plus à mal, notamment concernant les crédits hypothécaires. Après cette acquisition, Santander possède 1 300 agences au Royaume-Uni,. Santander acquiert de plus 300 agences vendues par la Royal Bank of Scotland en août 2010. 
Banco Santander reprend également les 173 agences allemandes que la banque suédoise SEB décide de revendre et double ainsi de taille sur le marché allemand. Il acquiert aussi en janvier 2009 les activités de cartes de crédit de GE Capital en France, au Royaume-Uni, en Allemagne, ainsi que l'activité crédit de consommation de GE Capital en Autriche.
Santander cherche début 2011 à se développer en Pologne en rachetant la 3e banque du pays, Bank Zachodni WBK, que Allied Irish Banks, en faillite, est obligée de revendre.
En octobre 2013, Santander rachète pour 140 millions d'euros, 51 % de la filiale de crédit à la consommation d'El Corte Ingles. Cette filiale est la plus grande entreprise de crédit à la consommation d'Espagne, avec 10,5 millions de cartes membre, et 6,6 milliards de crédits vendus en 2012.
En avril 2014, Santander Brésil acquiert l'entreprise de carte de paiement GetNet, détenant 6 % du marché brésilien, pour 1,1 milliard de réal, soit 493 millions de dollars. En juin 2014, Santander acquiert l'activité de crédit à la consommation en Suède, au Danemark et en Norvège de GE Capital appartenant à General Electric. En octobre 2014, Santander a augmenté sa participation dans sa filiale brésilienne à 88,3 % de son capital.
En avril 2015, Santander regroupe sa filiale de gestion d'actifs aux États-Unis, Santander Asset Management, avec celle de UniCredit, UniCredit's Pioneer, à la suite de l'échec de Santander à des stress tests aux États-Unis.
En décembre 2015, le gouvernement portugais après avoir nationalisé à 60 % la Banif, la vend pour 150 millions d'euros à Santander. La transaction s'accompagne d'une restructuration de la Banif pour un coût de 2,2 milliards à la charge de l'État portugais.
En avril 2016, Santander annonce la fermeture de 13 % de son réseau d'agences en Espagne soit 450 agences sur 3 500.
En juin 2017, les autorités européennes décident d'attribuer à Santander l'acquisition de Banco Popular pour 1 € symbolique, après que ce dernier a été en difficulté économique de par une forte concentration de créances douteuses, ne pouvant plus relever de capitaux après la chute boursière de son action et de par une fuite de ses déposants. Par cette acquisition, Santander se renforce en Espagne (où il possède environ 3 000 agences pour 23 000 salariés, contre environ 1 700 agences et 11 000 salariés pour Banco Popular) et au Portugal, notamment envers les petites et moyennes entreprises. À la suite de cette annonce, Santander annonce la levée de 7 milliards d'euros de capitaux.
En avril 2019, Santander annonce acquérir la participation de 25 % qu'il ne détenait pas dans sa filiale mexicaine pour 2,9 milliards de dollars. En juin 2019, Santander annonce la suppression de 3 200 postes et de près de 1 150 agences en Espagne, à la suite de l'intégration de Banco Popular. En octobre 2019, Santander annonce la vente de ses activités à Porto Rico pour 1,1 milliard de dollars à First BanCorp, une banque portoricaine.
En 2020, la banque espagnole enregistre la première perte annuelle de son histoire. Cette perte s’élève à 8,7 milliards d’euros. La même année, l'actrice brésilienne de telenovela Ana Paula Arósio tourne une campagne de publicité pour la banque.
En mars 2021, Santander annonce l'acquisition de la participation qu'il ne détenait pas de 8,3 % dans Santander Mexico pour 550 millions d'euros. En juillet 2021, Santander annonce l'acquisition de la participation qu'il détenait pas dans sa filiale américaine dédiée au crédit à la consommation pour 2,4 milliards de dollars. En juillet 2021, Santander annonce l'acquisition de Amherst Pierpont, une entreprise américaine de courtage pour 600 millions de dollars.
En mai 2025, Santander annonce la vente d'une participation de 49 % dans sa filiale Santander Polska en Pologne, pour 7 milliards d'euros, à Erste Group, ne gardant qu'une participation de 13 % dans Santander Polska après cette vente.

## Filiales de Banco Santander
- Abbey National (Royaume-Uni) 100 %
- Sovereign Bancorp (États-Unis) 100 %
- Banesto (Espagne) 98,5 %
- Banco de Venezuela (Venezuela) 93 %
- Banco Santander Argentina (Argentine) 50 %
- Banespa (Banco do Estado de Sao Paulo) (Brésil) 30 %

Banco Santander possède également des participations dans les médias comme Antena 3 (Espagne, 30,21 %).

## Communication
En décembre 2021, la banque annonce le début de son partenariat avec la Scuderia Ferrari, en tant que sponsor officiel de l'écurie de Formule 1.

## Polémiques et controverses
À l'été 2021, une note remise par Santander à ses clients, et révélée par la presse brésilienne, provoque une polémique dans le pays. Celle-ci envisageait favorablement la possibilité d’un coup d’État barrant la route à Luiz Inácio Lula da Silva, favori des sondages pour la présidentielle de 2022.
Fin mai 2024, le groupe de pirates ShinyHunters revendique le piratage des données de 30 millions de clients de la banque espagnole. Ces données sont mises en vente par le groupe de pirates pour le montant de 2 millions de dollars.